# 陳祿
陳祿（1458年—？），字天錫，廣西梧州府懷集縣人，民籍，明朝政治人物。

## 生平
成化十三年（1577年）丁酉科廣西鄉試第十八名舉人。弘治三年（1490年）中式庚戌科會試第三十四名，三甲第一百二十三名進士。历官刑部郎中、撫州府知府，正德六年（1511年）六月考察閑住。

## 家族
曾祖陳佛佐；祖父陳聰；父陳繼學，大使。母郭氏。具庆下。